# Schots Open 2011
Het Schots Open is een golftoernooi van de Europese PGA Tour. De officiële naam van het toernooi is The Barclays Scottish Open. In 2011 wordt het Schots Open van 7 - 10 juli gespeeld op de Castle Stuart Golf Links bij Inverness.

## De baan
De baan ligt uitgestrekt langs de kust van de Schotse Hooglanden en kijkt uit over de Moray Firth. Het clubhuis ligt in het midden, de eerste drie holes gaan langs de kust naar het noordwesten, na negen holes komt de speler weer bij het nieuwe clubhuis. Hole 10, 11 en 12 gaan langs de kust in zuidoostelijke richting. 
Castle Stuart is een nieuwe baan. Hij werd door Mark Parsinen, een Amerikaanse architect, ontworpen. Er zijn brede fairways en kleine greens. Er zijn bunkers, die goed in het duinachtige landschap passen, en er is ook veel zanderige rough. De baan werd in 2009 geopend. Dit Schots Open is het eerste internationale toernooi op deze baan. 

## Verslag
De par van de baan is 72.
Ronde 1
Rookie Mark Tullo maakte een ronde met tien birdies en een score van -7, en vijf minuten later kwam Lee Westwood, die op hole 10 gestart was, ook met -7 binnen. Samen staat ze nog steeds aan de leiding.
Het heeft veel geregend, toch hebben 86 spelers onder par gespeeld.
Paul McGinley vierde het feit dat dit zijn 500ste toernooi op de Europese Tour is. Hij is de 20ste speler die dat op zijn naam heeft staan. George O'Grady van de Europese Tour overhandigde hem een gegraveerde zilveren ijsemmer. Twee Ieren gingen McGrady voor, Eamonn Darcy staat nu op 610 en Des Smyth op 594. 
Phillip Price maakte een hole-in-one op hole 11 en kreeg daarvoor 168 flessen champagne.
Ronde 2
Terwijl de spelers van de Challenge Tour gisteren het Acaya Open in Italië met dertig graden speelden, werd het Schots Open tweemaal afgebroken vanwege onweersbuien. Derksen heeft maar acht holes kunnen spelen. Hij staat nu op -3 terwijl men verwacht dat de cut op -4 zal komen. Hij heeft nog een kans.
Zaterdag
Gedurende de nacht is er zoveel regen gevallen dat er 's ochtends niet gestart kon worden. De baan stond onder water en de start werd eerst tot 14:00 uur uitgesteld en later tot zondag. Het Schots Open zal voor de eerste keer sinds het toernooi in 1972 bij de Europese Tour kwam uit 54 holes bestaan.
Zondag
Er staan na het beëindigen van de tweede ronde vier spelers aan de leiding, Scott Jamieson,  Peter Hanson, Graeme McDowell en Peter Whiteford. Derksen heeft zijn tweede ronde mooi afgemaakt en is zelfs tot de 34ste plaats opgeklommen.
De derde ronde begon rond het middaguur, er stonden 76 spelers klaar. Alex Salmond, de Eerste Minister van Schotland, kwam naar het toernooi. Enkele Schotse spelers werden aan hem voorgesteld en later sprak hij met Phil Mickelson.
Verrassing van de dag was Fredrik Andersson Hed, die door een toernooirecord van 62 naar de tweede plaats steeg. Luke Donald, die eerder dit jaar al de WGC - Matchplay en het Brits PGA Kampioenschap won, maakte een ronde van -9 en won met een ruime voorsprong.

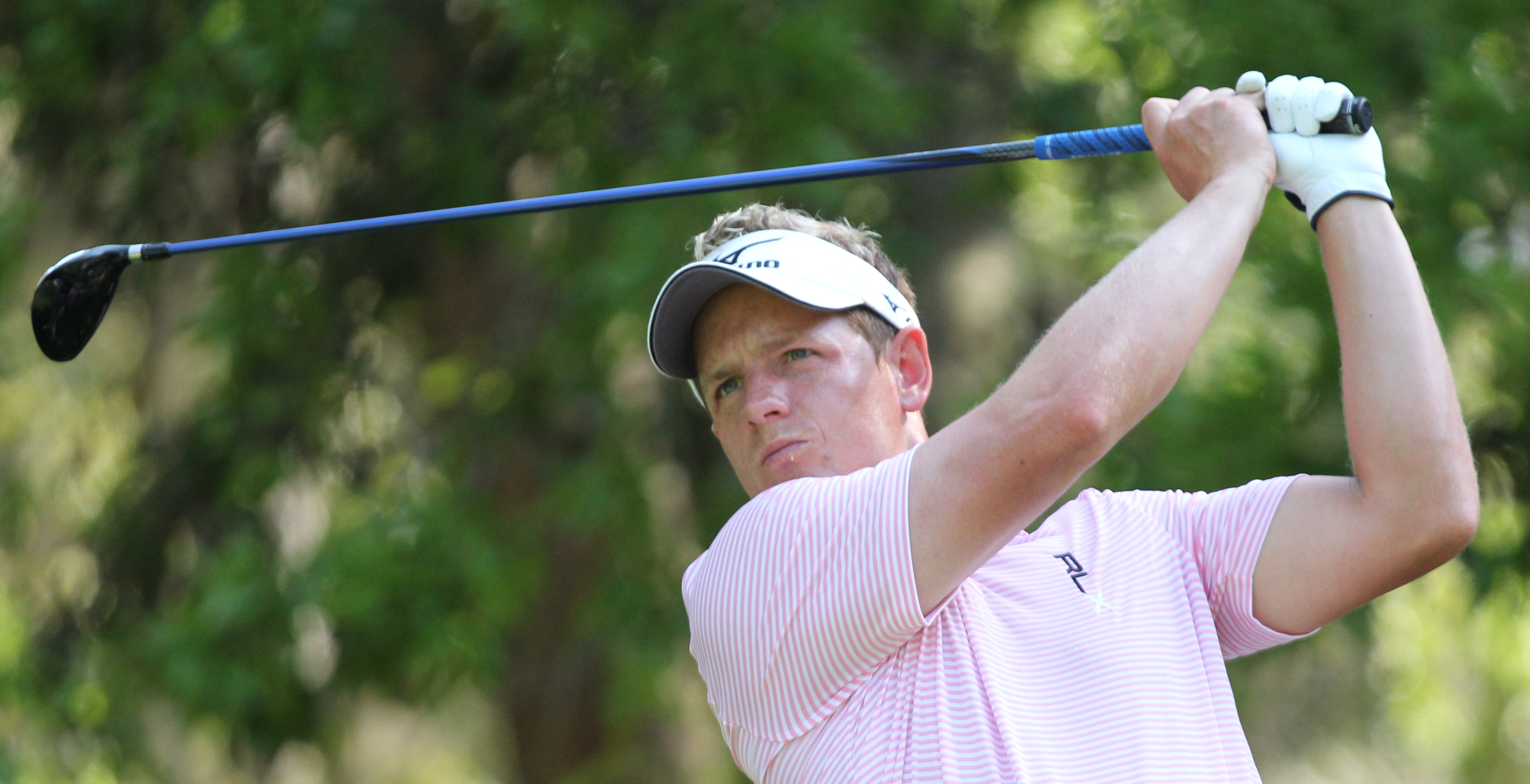
Winnaar Luke Donald

| Naam                  | R1 | Score | Nr   | R2 | Score | Totaal | Nr  | R3 | Score | Totaal | Nr  |
| --------------------- | -- | ----- | ---- | -- | ----- | ------ | --- | -- | ----- | ------ | --- |
| Luke Donald           | 67 | -5    | T6   | 67 | -5    | -10    | T1  | 63 | -9    | -19    | 1   |
| Fredrik Andersson Hed | 73 | +1    | T    | 66 | -6    | -5     | T   | 62 | -10   | -15    | 2   |
| Mark Tullo            | 65 | -7    | T1   | 71 | -1    | -8     | T14 | 66 | -6    | -14    | T3  |
| Nicolas Colsaerts     | 69 | -3    | T30  | 66 | -6    | -9     | T8  | 67 | -5    | -14    | T3  |
| Peter Hanson          | 66 | -6    | T3   | 67 | -5    | -11    | T1  | 70 | -2    | -13    | T10 |
| Robert-Jan Derksen    | 71 | -1    | T46  | 67 | -5    | -6     | T34 | 66 | -6    | -12    | T14 |
| Lee Westwood          | 65 | -7    | T1   | 71 | -1    | -8     | T14 | 68 | -4    | -12    | T14 |
| Peter Whiteford       | 67 | -5    | T6   | 66 | -6    | -11    | T1  | 73 | +1    | -10    | T31 |
| Graeme McDowell       | 69 | -3    | T30  | 64 | -8    | -11    | T1  | 74 | +2    | -9     | T42 |
| Joost Luiten          | 70 | -2    | T48  | 73 | +1    | -1     | MC  |    |       |        |     |
| Floris de Vries       | 74 | +2    | T124 | 69 | -3    | -1     | MC  |    |       |        |     |
| Maarten Lafeber       | 76 | +4    | T137 | WD |       |        |     |    |       |        |     |

| Leider |  | Toernooirecord |  | MC = missed cut = cut gemist |  | WD = withdrawn = teruggetrokken |

## De spelers
| - Felipe Aguilar - Thomas Aiken - Fredrik Andersson Hed - Seve Benson - Thomas Bjørn (1996) - Richard Bland - Grégory Bourdy - Markus Brier - Mark Brown - Ángel Cabrera - Rafael Cabrera Bello - Michael Campbell - Alejandro Cañizares - Magnus A. Carlsson - Christian Cévaër - S S P Chowrasia - Darren Clarke - George Coetzee - Robert Coles - Nicolas Colsaerts - Rhys Davies - Carlos Del Moral - Robert-Jan Derksen - Robert Dinwiddie - David Dixon - Stephen Dodd - Andrew Dodt - Luke Donald - Jamie Donaldson - Nick Dougherty - Bradley Dredge - David Drysdale - Simon Dyson - Rafa Echenique - Johan Edfors (2006) - Niclas Fasth - Kenneth Ferrie - Richard Finch - Oliver Fisher - Ross Fisher - Oscar Florén | - Alastair Forsyth - Mark Foster - Florian Fritsch - Lorenzo Gagli - Stephen Gallacher - Ignacio Garrido - Daniel Gaunt - Jean-Baptiste Gonnet - Ricardo González - Retief Goosen - Tano Goya - Richard Green - Mark F Haastrup - Matt Haines - Anders Hansen - Søren Hansen - Peter Hanson - Pádraig Harrington - Grégory Havret (2007) - Oskar Henningsson - Michael Hoey - Keith Horne - David Horsey - David Howell - Jeppe Huldahl - Raphaël Jacquelin - Thongchai Jaidee - Scott Jamieson - Michael Jonzon - Alexandre Kaleka - Anthony Kang - Shiv Kapur - Simon Khan - James Kingston - Søren Kjeldsen - Jason Knutzon - Matt Kuchar - Maarten Lafeber - Martin Laird - Barry Lane - José Manuel Lara | - Pablo Larrazábal - Paul Lawrie - Peter Lawrie - Danny Lee - Wen-chong Liang - Shane Lowry - Joost Luiten - David Lynn - Stuart Manley - Pablo Martín - Gareth Maybin - Graeme McDowell (2008) - Richard McEvoy - Paul McGinley - Ross McGowan - Damien McGrane - Phil Mickelson - Edoardo Molinari - Colin Montgomerie - James Morrison - George Murray - Christian Nilsson - Matthew Nixon - Seung-yul Noh - Alexander Norén - Steven O'Hara - Thorbjørn Olesen - Gary Orr - Hennie Otto - Ryan Palmer - John Parry - Phillip Price - Manuel Quiros - Richie Ramsay - Robert Rock - Justin Rose - Brett Rumford - Lloyd Saltman - Marcel Siem - Jeev Milkha Singh - Lee Slattery | - Brandt Snedeker - Graeme Storm - Scott Strange - Mark Tullo - Alvaro Velasco - Floris de Vries - Anthony Wall - Paul Waring - Marc Warren - Romain Wattel - Steve Webster - Lee Westwood (1998) - Peter Whiteford - Dale Whitnell - Martin Wiegele - Bernd Wiesberger - Danny Willett - Oliver Wilson - Chris Wood - Gary Woodland - Y E Yang - Fabrizio Zanotti - Matthew Zions Uitnodiging sponsor - Brendan Steele - Victor Dubuisson - Tetsuji Hiratsuka - Hiroyuki Fujita - Marc Warren - Jamie Elson - Sandy Lyle - Alastair Forsyth - Simon Wakefield - Ernie Els Regionale rangorde - Greig Hutcheon - Jamie Harris - Richard O'Hanlon |